# Germán Salort
Germán Guillermo Salort (n. Córdoba, provincia de Córdoba, Argentina; 14 de octubre de 1988) es un futbolista argentino. Juega de Arquero y su equipo actual es Comunicaciones, de la Primera B Metro.

## Carrera

### Inicios
Salort hizo inferiores en Instituto, y al no tener minutos en primera, fue prestado a General Paz Juniors, donde debutó y actuó en 3 partidos en el Torneo Argentino B.
A mediados de 2012, se transformó en refuerzo de Central Norte de Salta para disputar el Torneo Argentino A. Debutó con la camiseta del Cuervo el 13 de marzo de 2013, en la derrota ante Banfield por los veinticuatroctavos de final de la Copa Argentina. Para la siguiente temporada, debutó en el Torneo Argentino A, con derrota por 0-2 contra Juventud Antoniana.
Disputó el Torneo Federal B 2014 con Alumni de Villa María, además de salir campeón de la Liga Villamariense de Fútbol.

### Altos Hornos Zapla
En 2015, regresó a la tercera categoría del fútbol argentino, esta vez para defender los colores de Altos Hornos Zapla. Debutó el 22 de marzo en lo que fue empate como local frente a San Jorge de Tucumán por 2 a 2. Salort jugó 25 de los 30 partidos que duró el campeonato.

### Agropecuario
Volvió al Torneo Federal B, para jugar en el nuevo equipo de la provincia de Buenos Aires, Agropecuario. Se dio el gusto de ascender al Torneo Federal A y, además, de convertir 2 goles en el torneo (el primero contra Sansinena, mientras que el segundo se lo convirtió a Sol de Mayo. Ambos de penal)
En la siguiente temporada, consiguió otro ascenso con el Sojero y, en esta ocasión, saliendo campeón del Torneo Federal A. Salort disputó 31 encuentros durante el torneo, siendo pilar fundamental en el campeonato obtenido.
En el debut en la Primera B Nacional, Salort jugó 18 de los 24 cotejos, siendo importante para llevar a Agropecuario al torneo reducido, donde perdieron en las semifinales a manos de San Martín de Tucumán.

### Instituto
En 2019, Salort llegó a préstamo a Instituto, el equipo donde nació futbolísticamente. Debutó con la Gloria el 17 de agosto de 2019 en la derrota por 2-0 frente a Villa Dálmine.

### Regreso a Agropecuario
Regresó de su cesión en Instituto a Agropecuario. En la temporada 2021 no jugó partidos.

## Estadísticas

### Clubes
| General Paz Juniors Argentina | 4.ª                 | 2011-12             | 3   | ?    | - | - | - | - | 3   | ?    | ?    |
| General Paz Juniors Argentina | Total club          | Total club          | 3   | ?    | - | - | - | - | 3   | ?    | ?    |
| Central Norte Argentina | 3.ª                 | 2012-13             | 0   | 0    | 1 | 2 | - | - | 1   | 2    | 2    |
| Central Norte Argentina | 3.ª                 | 2013-14             | 5   | 8    | 1 | 1 | - | - | 6   | 9    | 1.5  |
| Central Norte Argentina | 3.ª                 | 2023                | 22  | 22   | - | - | - | - | 22  | 22   | 1    |
| Central Norte Argentina | Total club          | Total club          | 27  | 30   | 2 | 3 | - | - | 29  | 33   | 1.14 |
| Alumni (VM) Argentina | 4.ª                 | 2014                | 0   | 0    | 0 | 0 | - | - | 0   | 0    | 0    |
| Alumni (VM) Argentina | Total club          | Total club          | 0   | 0    | 0 | 0 | - | - | 0   | 0    | 0    |
| Altos Hornos Zapla Argentina | 3.ª                 | 2015                | 25  | 25   | 0 | 0 | - | - | 25  | 25   | 1    |
| Altos Hornos Zapla Argentina | Total club          | Total club          | 25  | 25   | 0 | 0 | - | - | 25  | 25   | 1    |
| Agropecuario Argentina | 4.ª                 | 2016                | 14  | 11   | - | - | - | - | 14  | 11   | 0.79 |
| Agropecuario Argentina | 3.ª                 | 2016-17             | 31  | 26   | - | - | - | - | 31  | 26   | 0.84 |
| Agropecuario Argentina | 2.ª                 | 2017-18             | 18  | 22   | 0 | 0 | - | - | 18  | 22   | 1.22 |
| Agropecuario Argentina | 2.ª                 | 2018-19             | 14  | 7    | 1 | 2 | - | - | 15  | 9    | 0.6  |
| Agropecuario Argentina | 2.ª                 | 2020                | 0   | 0    | - | - | - | - | 0   | 0    | 0    |
| Agropecuario Argentina | 2.ª                 | 2021                | 0   | 0    | - | - | - | - | 0   | 0    | 0    |
| Agropecuario Argentina | 2.ª                 | 2024                | 4   | 2    | 0 | 0 | - | - | 4   | 2    | 0.5  |
| Agropecuario Argentina | Total club          | Total club          | 81  | 68   | 1 | 2 | - | - | 82  | 70   | 0.85 |
| Instituto Argentina | 2.ª                 | 2019-20             | 15  | 18   | 0 | 0 | - | - | 15  | 18   | 1.2  |
| Instituto Argentina | Total club          | Total club          | 15  | 18   | 0 | 0 | - | - | 15  | 18   | 1.2  |
| Chacarita Juniors Argentina | 2.ª                 | 2022                | 4   | 6    | - | - | - | - | 4   | 6    | 1.5  |
| Chacarita Juniors Argentina | Total club          | Total club          | 4   | 6    | - | - | - | - | 4   | 6    | 1.5  |
| Comunicaciones Argentina | 3.ª                 | 2023                | 8   | 5    | 0 | 0 | - | - | 8   | 5    | 0.63 |
| Comunicaciones Argentina | Total club          | Total club          | 8   | 5    | 0 | 0 | - | - | 8   | 5    | 0.63 |
| Total en su carrera | Total en su carrera | Total en su carrera | 163 | +152 | 3 | 5 | - | - | 166 | +157 | ?    |
| (1) Las copas nacionales se refiere a la Copa Argentina. (2) Las copas internacionales se refiere a la Copa Libertadores y a la Copa Sudamericana. (3) Media de goles por encuentro. No incluye goles en partidos amistosos. |                     |                     |     |      |   |   |   |   |     |      |      |